# Rattenfloh
Der Rattenfloh (Xenopsylla cheopis; früher Pulex cheopis), genauer Indischer Rattenfloh oder Tropischer Rattenfloh genannt, gehört zu den Flöhen (Siphonaptera).

## Merkmale
Die männlichen Rattenflöhe sind 1,4 bis 2 mm, die weiblichen Rattenflöhe 1,9 bis 2,7 mm lang. Im Gegensatz zu Hunde- und Katzenflöhen haben sie am Kopf keine Stachelkämme.
Als Wirt dienen dem blutsaugenden Rattenfloh verschiedene Nagetiere, darunter auch die weit verbreiteten Wanderratten und die Hausratten sowie der Mensch. Die Ursprungswirte sind jedoch offensichtlich die in Ägypten beheimateten Nil-Grasratten (Arvicanthis niloticus), von denen der Floh auf die Hausratten gewechselt haben soll.

## Der Rattenfloh als Krankheitsüberträger

### Übertragungsmechanismus
Der Rattenfloh gilt als einer der Hauptüberträger der Pest. Er saugt die Bakterien (Yersinia pestis) mit dem Blut auf. 1914 wurde entdeckt, dass Flöhe, die pestinfiziertes Blut gesaugt hatten, nach einigen Tagen trotz Anstrengung kein Blut mehr aufsaugen konnten: Der Vormagen (Proventriculus) war mit verklumpten Bakterien verstopft. Die Anstrengung führt zu einer Erweiterung der Speiseröhre (Oesophagus), so dass eine bedeutende Menge Bakterien rückwärts in den Biss ausgestoßen wird. So gelangen sie in die Blutbahn des Menschen. Die Bakterien sind für den Floh nicht unmittelbar tödlich, vor allem bei nur partieller Blockade können diese noch eine Weile überleben, wenn auch ihre Lebensdauer merklich kürzer wird. Sie führen aber bei zu hoher Temperatur oder zu niedriger Luftfeuchtigkeit zu seiner Austrocknung. Damit konnte das plötzliche Ende der Epidemien in Indien bei heißem trockenem Wetter erklärt werden. Diese Untersuchungen und Schlussfolgerungen bezogen sich ausschließlich auf die in Indien damals aufgetretene Beulenpest.

### Vektoreffektivität
Wie effektiv bestimmte Floharten bei der Verbreitung der Pest sind, nennt man „Vektoreffektivität“. C. M. Wheeler, J. R. Douglas und A. L. Burroughs bestimmten die Vektoreffektivität als ein Produkt aus drei Formen von Potential: 1) Das Infektionspotential, d. h. wie viele Individuen einer Flohpopulation saugen Blut an mit Pestbakterien infizierten Wirten. 2) das infektiöse Potential, also welche Anzahl dieser Flöhe kann selbst eine Pest hervorrufen, weil der Verdauungstrakt blockiert ist. 3) Das Übertragungspotential: Wie oft kann ein einzelner Floh die Infektion übertragen, bevor er selbst stirbt oder die Blockade aufgelöst wird. Man führte dann den Vektor-Index ein, um die verschiedenen Floharten miteinander in diesem Punkte vergleichen zu können; insgesamt sind etwa 80 Floharten, die assoziiert mit etwa 200 wilden Nagetierarten auftreten, als Träger des Pestbakteriums im Freiland nachgewiesen oder konnten experimentell mit ihm infiziert werden. Xenopsylla cheopis wurde dabei wiederholt als der effektivste Vektor nachgewiesen, während zum Beispiel der nahe verwandte Xenopsylla astia als Vektor keine Rolle spielt.
1911 entdeckte man, dass es Unterschiede in der Aufnahme von Menschenblut zwischen den Floharten gibt. Die meisten Floharten waren auf bestimmte Wirtstiere festgelegt, die sie bevorzugen. Es stellte sich heraus, dass Xenopsylla cheopis und Ceratopsyllus fasciatus (heute Nosopsyllus fasciatus) Menschenblut akzeptieren. Xenopsylla cheopis ist aber auf tropische Umgebung fixiert und es ist zweifelhaft, dass er in Europa vorgekommen ist. In England ist nur ein Nachweis gelungen (Plymouth). Außerdem erwähnt Rothschild noch Vorkommen bei Schiffsratten in Süditalien und Marseille, wo sie aber rasch wieder verschwanden.

### Temperatureinfluss
Dan C. Cavanaugh stellte fest, dass die Temperatur der wichtigste Faktor ist, der das Verdauungssystem des Flohs blockiert. Bei der Prüfung der Umweltparameter bei den jährlich auftretenden Pestwellen wurde ein Zusammenhang der Größe der Flohpopulation mit der Temperatur zwischen 10 °C und 30 °C festgestellt. Cavanaugh entdeckte, dass sich die Bakterienklumpen bei Temperaturen > 27 °C von allein auflösten und zwar durch ein Enzym, das die Fibrine, die die Bakterienklumpen zusammenhalten, zerstört. Damit wurden die Konzentrationen im Floh so verringert, dass sie nicht mehr genügend Bakterien für eine wirksame Ansteckung besaßen. Dieser Effekt war auch schon 1966 im Vietnam-Krieg beobachtet worden. Diese Ergebnisse wurden alle für Xenopsylla cheopis erzielt.

### Erregerkonzentration
Bei der Untersuchung infizierter toter Ratten wurde eine Konzentration von > 10.000 bis hin zu 100 Millionen und 1 Milliarde Pestbakterien / Milliliter Blut festgestellt. Bei Menschen kurz vor ihrem Tod (Letalphase) war die Konzentration weit niedriger. Nur wenige hatten eine höhere Konzentration als 10.000 Bakterien/ml Blut. Dieser Unterschied spielt eine Rolle bei der Frage, ob die Pest durch Flohbiss unmittelbar zwischen Menschen übertragen werden kann, denn der Floh nimmt bei einer Mahlzeit insgesamt nicht mehr als 0,5 Mikroliter Blut auf. Deshalb muss das von ihm aufgesaugte Blut zur effektiven Ansteckung mehr als 10.000 Bakterien/ml Blut haben. Daraus ergibt sich wiederum die Notwendigkeit, auf die Ratte als Zwischenwirt zu schließen.

### Weitere Krankheiten
Der Rattenfloh gilt außerdem als Überträger des Mäusefleckfiebers. Er scheidet in diesem Fall die Erreger (Rickettsia typhi) mit dem Kot aus. Das Opfer kratzt sich und durch die Stichwunde oder eine andere Verletzung gerät der Erreger in die Blutbahn seines Opfers.